# Hedda Hopper
Hedda Hopper (2 de mayo de 1885-1 de febrero de 1966) fue una actriz y periodista estadounidense, rival periodística de Louella Parsons.

## Primeros años
Su verdadero nombre era Elda Furry y nació en Hollidaysburg, Pensilvania. Sus padres eran David y Margaret Furry, ambos cuáqueros. Sus hermanos eran Dora Furry (nacida en marzo de 1880); Sherman Furry (nacido en junio de 1882); Cameron Furry (septiembre de 1887); Edgar Furry (20 de abril de 1889-noviembre de 1975); Frank M. Furry (agosto de 1891); y Margaret Furry (julio de 1897).
La familia se mudó a la cercana Altoona, Pensilvania, cuando Elda tenía tres años de edad. Su padre poseía una carnicería. Ella finalmente viajó a Nueva York y empezó su carrera actuando en coros teatrales de Broadway. Hopper no tuvo éxito en esta aventura, llegando a ser despedida por los renombrados Hermanos Shubert. Así mismo, Florenz Ziegfeld criticó a la aspirante a artista. Tras unos años consiguió entrar en la compañía teatral de DeWolf Hopper. Así, permaneció en el coro y viajó con la compañía por todo el país. Con el tiempo quiso actuar en vez de participar únicamente como miembro del coro. Tuvo conocimiento de que Edgar Selwyn buscaba actores para hacer una gira con su obra The Country Boy, por lo que se presentó a las pruebas. Consiguió un papel y ella viajó con la compañía durante 35 semanas.
Durante el verano estudió canto y en el otoño viajó con The Quaker Girl en el segundo papel. El show finalizó en Albany, Nueva York.

## Carrera

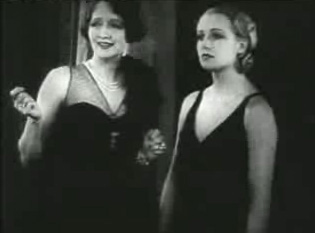
Con Carole Lombard en The Racketeer (1929).

Hopper empezó a actuar en el cine mudo en 1915. Su debut fue con el film Battle of Hearts (1916). Trabajó en más de 120 títulos en los siguientes 23 años, usualmente interpretando a distinguidas damas de la alta sociedad.
Cuando su carrera cinematográfica declinó a mediados de la década de 1930, Hopper buscó otras fuentes de ingresos. En 1937 recibió una oferta para redactar una columna periodística de crónica de sociedad. Su columna, llamada "Hedda Hopper's Hollywood", debutó en el Los Angeles Times el 14 de febrero de 1938. Tras años de luchar como actriz, finalmente encontró su puesto. Bautizó la casa que adquirió en Beverly Hills, California, como "The House That Fear Built (La casa que edificó el miedo)." En esta ocupación tuvo una contienda notoria con Louella Parsons, periodista de larga trayectoria en la especialidad. Hopper y Parsons rivalizaron por el título de "Reina de Hollywood", aunque quienes las conocieron afirmaban que Hopper era la más sádica. Su visceral anticomunismo la llevó a animar y acaudillar la represión contra los guionistas y directores de esta ideología en Hollywood y a marginar a numerosos de ellos (la Lista negra de Hollywood) perseguidos por el macartismo.
Las actividades de Hopper fueron muy controvertidas, son llamativas las relacionadas con Charlie Chaplin, Katharine Hepburn y Spencer Tracy o Joseph Cotten y Deanna Durbin. También fueron blanco de sus comentarios Cary Grant y Randolph Scott, además de Michael Wilding y Stewart Granger. Hopper recibió la crítica de las actrices ZaSu Pitts y Joan Fontaine.

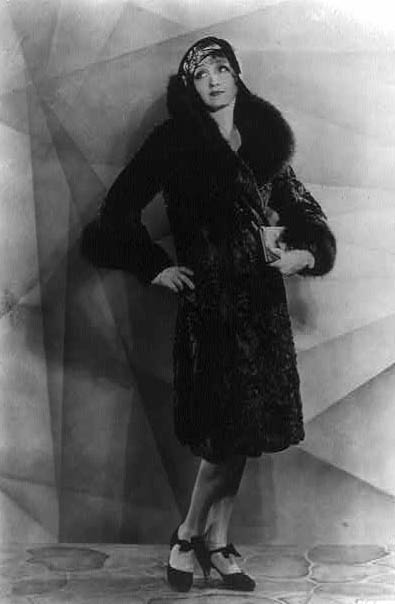
Hedda Hopper en 1929.

## Radio y televisión

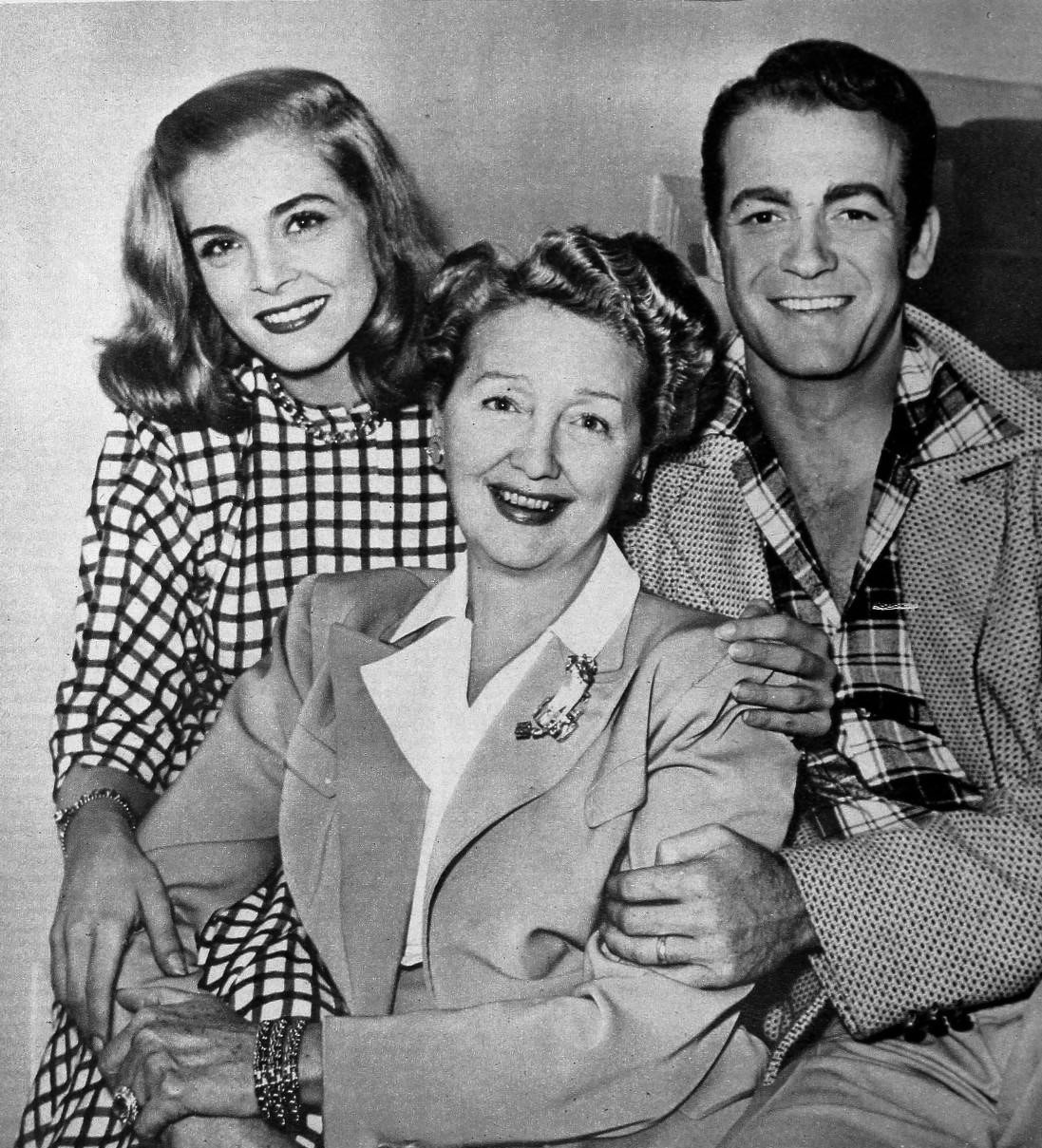
De izquierda a derecha: Lizabeth Scott, Hedda Hopper y Mark Stevens, 1946

Conocida por sus comentarios y entrevistas a las estrellas cinematográficas, Hopper debutó como presentadora de su propio programa radiofónico, The Hedda Hopper Show, estrenado el 6 de noviembre de 1939. Patrocinado por Sunkist Growers, Incorporated, se emitió en la cadena CBS tres veces a la semana hasta octubre de 1942. Entre octubre de 1944 y septiembre de 1945 fue patrocinado por Treet y emitido una vez a la semana. El 10 de septiembre de 1945 se trasladó a la cadena ABC, aún bajo patrocinio de Treet, radiando una emisión semanal hasta junio de 1946. Hopper volvió a CBS el 5 de octubre de 1946 con un programa semanal de 15 minutos de duración llamado This Is Hollywood, y patrocinado por Procter & Gamble. Su última emisión fue el 28 de junio de 1947. 
En la NBC presentó un programa de variedades de 30 minutos, The Hedda Hopper Show, emitido desde el 14 de octubre de 1950 hasta el 20 de mayo de 1951, En este programa se combinaba la música, la conversación y los extractos dramatizados de películas con invitados famosos, tales como Broderick Crawford haciendo una escena de All the King's Men.
El 10 de enero de 1960 se emitió un especial televisivo en la NBC, Hedda Hopper's Hollywood, presentado por Hopper, y con entrevistas a Lucille Ball (antigua amiga de Hopper), Francis X. Bushman, Liza Minnelli, John Cassavetes, Robert Cummings, Marion Davies (su última aparición en público), Walt Disney, Janet Gaynor, Bob Hope, Hope Lange, Anthony Perkins, Debbie Reynolds, James Stewart y Gloria Swanson.
Hopper también hizo breves actuaciones en el último tramo de su carrera, incluyendo breves cameos en los filmes Sunset Blvd. (1950) y The Patsy (1964), así como en episodios de I Love Lucy y The Beverly Hillbillies. Escribió una autobiografía, From Under My Hat (Doubleday, 1952), y el título The Whole Truth and Nothing But (1963), también publicado por Doubleday.  
Hopper siguió escribiendo hasta su muerte, produciendo seis columnas diarias y una dominical para el Chicago Tribune, así como incontables artículos para revistas de celebridades tales como Photoplay.

## En prensa
Cuando la carrera cinematográfica de Hopper decayó a mediados de la década de 1930, buscó otras fuentes de ingresos. En 1935, aceptó escribir una columna semanal de chismes de Hollywood para The Washington Herald por 50 dólares a la semana (equivalente a 1.067 dólares en 2022), que fue cancelada después de cuatro meses cuando se negó a aceptar un recorte salarial de 15 dólares.
En 1937, a Hopper se le ofreció otra oportunidad para escribir una columna de chismes, esta vez en Los Angeles Times. Su columna, titulada "El Hollywood de Hedda Hopper", debutó el 14 de febrero de 1938. Hopper no sabía escribir a máquina ni deletrear muy bien, por lo que dictó su columna a una mecanógrafa por teléfono. Hopper utilizó sus amplios contactos forjados durante sus días como actriz para recopilar material para su columna.. Su primera gran primicia tuvo implicaciones nacionales: en 1939, Hopper publicó que el hijo del presidente Franklin Roosevelt, James Roosevelt, se estaba divorciando de su esposa Betsey después de haber sido sorprendido en una aventura con una enfermera de la Clínica Mayo.

### Vida personal
Hopper se casó el 8 de mayo de 1913 con DeWolf Hopper en Nueva Jersey. Tuvieron un hijo, el actor William Hopper, conocido por interpretar a Paul Drake en la serie Perry Mason. La pareja se divorció en 1922.
Hopper falleció a causa de una neumonía en el Hospital Cedars of Lebanon, en Hollywood. Tenía 80 años de edad Está enterrada en el cementerio Rose Hill de Altoona, Pensilvania.
Por su contribución a la industria cinematográfica tiene una estrella en el paseo de la fama de Hollywood, en el 6313 1/2 de Hollywood Boulevard.

## Filmografía

### Películas
- The Battle of Hearts (1916)
- Seven Keys to Baldpate (1917)
- Her Excellency, the Governor (1917)
- Nearly Married (1917)
- The Beloved Traitor (1918)
- By Right of Purchase (1918)
- Virtuous Wives (1918)
- The Third Degree (1919)
- Sadie Love (1919)
- The Isle of Conquest (1919)
- The Man Who Lost Himself (1920)
- The New York Idea (1920)
- Heedless Moths (1921)
- The Inner Chamber (1921)
- Conceit (1921)
- Sherlock Holmes (1922)
- What's Wrong with the Women? (1922)
- Women Men Marry (1922)
- Has the World Gone Mad! (1923)
- Reno (1923)
- Another Scandal (1924)
- Gambling Wives (1924)
- Why Men Leave Home (1924)
- Happiness (1924)
- Miami (1924)
- Sinners in Silk (1924)
- The Snob (El vanidoso) (1924)
- Her Market Value (1925)
- Declassée (1925)
- Dangerous Innocence (1925)
- Zander the Great (1925)
- A. J. Raffles (1925)
- The Teaser (1925)
- Borrowed Finery (1925)
- Dance Madness (1926)
- The Caveman (De carbonero a gran señor) (1926)
- Pleasures of the Rich (1926)
- Skinner's Dress Suit (1926)
- Lew Tyler's Wives (1926)
- The Silver Treasure (1926)
- Don Juan (1926)
- Fools of Fashion (1926)
- Obey the Law (1926)
- Orchids and Ermine (1927)
- Venus of Venice (1927)
- Matinee Ladies (1927)
- Children of Divorce (Hijos del divorcio) (1927)
- Black Tears (1927)
- The Cruel Truth (1927)
- Adam and Evil (1927)
- Alas (1927)
- One Woman to Another (1927)
- The Drop Kick (1927)
- A Reno Divorce (1927)
- French Dressing (1927)
- Companionate Marriage (1928)
- Love and Learn (1928)
- The Whip Woman (Miss Desdén) (1928)
- The Port of Missing Girls (1928)
- The Chorus Kid (1928)
- Harold Teen (1928)
- Green Grass Widows (1928)
- Undressed (1928)
- Runaway Girls (1928)
- Girls Gone Wild (1929)
- The Last of Mrs. Cheyney (1929)
- His Glorious Night (1929)
- Half Marriage (1929)
- The Racketeer (1929)
- A Song of Kentucky (1929)
- Such Men Are Dangerous (1930)
- High Society Blues (Alta sociedad) (1930)
- Murder Will Out (1930)
- Holiday (1930)
- Let Us Be Gay (Seamos alegres) (1930)
- Our Blushing Brides (Novias ruborosas) (1930)
- War Nurse (1930)
- The Easiest Way (La pecadora) (1931)
- The Prodigal (1931)
- Men Call It Love (Entre casados) (1931)
- A Tailor Made Man (Con el frac del otro) (1931)
- Shipmates (1931)
- The Common Law (La diosa de Montmatre) (1931)
- The Mystery Train (1931)
- Rebound (1931)
- Flying High (Volando voy) (1931)
- West of Broadway (Lejos de Broadway) (1931)
- Good Sport (1931)
- The Man Who Played God (1932)
- Night World (Mujeres que matan) (1932)
- As You Desire Me (1932)
- Skyscraper Souls (1932)
- Downstairs (1932)
- Speak Easily (Piernas de perfil) (1932)
- The Unwritten Law (1932)
- Men Must Fight (Los hombres deben pelear) (1933)
- The Barbarian (Una noche en El Cairo) (1933)
- Pilgrimage (Peregrinos) (1933)
- Beauty for Sale (Belleza a la venta) (1933)
- Bombay Mail (1934)
- Little Man, What Now? (1934)
- Let's Be Ritzy (1934)
- No Ransom (1934)
- One Frightened Night (1935)
- Lady Tubbs (1935)
- Society Fever (1935)
- Alice Adams (Sueños de juventud, 1935)
- I Live My Life (1935)
- Three Kids and a Queen (1935)
- Ship Cafe (1935)
- The Dark Hour (1936)
- Doughnuts and Society (1936)
- La hija de Drácula (1936)
- Bunker Bean (1936)
- You Can't Buy Luck (1937)
- Dangerous Holiday (1937)
- Topper (Una pareja invisible, 1937)
- Artists and Models (1937)
- Vogues of 1938 (1937)
- Nothing Sacred (1937)
- Tarzan's Revenge (1938)
- Maid's Night Out (El rapto de Laura) (1938)
- Dangerous to Know (1938)
- Thanks for the Memory (1938)
- Midnight (Medianoche, 1939)
- Mujeres (1939)
- The Aldrich Family - What a Life (1939)
- That's Right - You're Wrong (1939)
- Laugh It Off (1939)
- Queen of the Mob (1940)
- Cross-Country Romance (1940)
- The Aldrich Family - Life with Henry (1941)
- I Wanted Wings (1941)
- Reap the Wild Wind (1942)
- Breakfast in Hollywood (1946)
- The Corpse Came C.O.D. (1947)
- Sunset Boulevard (1950)
- Pepe (Cameo, 1960)
- The Patsy (Jerry Calamidad) (1964)
- The Oscar (1966)

### Cortos
- Mona Lisa (Film experimental en Technicolor, 1926)
- Cat, Dog & Co. (1929)
- The Stolen Jools (1931)
- Apples to You! (1934)
- Hedda Hopper's Hollywood No. 1 (1941)
- Hedda Hopper's Hollywood No. 2 (1941)
- Hedda Hopper's Hollywood No. 3 (1942)
- Hedda Hopper's Hollywood No. 4 (1942)
- Hedda Hopper's Hollywood No. 5 (1942)
- Hedda Hopper's Hollywood No. 6 (1942)
- Unusual Occupations (1946)
- Screen Snapshots: Hollywood Movie Columnists (1947)
- Screen Snapshots: The Walter Winchell Party  (1957)
- Screen Snapshots: WAIF International Ball (1957)

## Política
Hopper era una ferviente partidaria del Partido Republicano. Durante la elección presidencial de 1944, por ejemplo, habló ante una manifestación masiva organizada por David O. Selznick en el Coliseum de Los Ángeles en apoyo de la candidatura de Thomas E. Dewey-John W. Bricker así como del gobernador de California Earl Warren, quien más tarde se convirtió en el compañero de fórmula de Dewey en 1948, y más tarde fue el presidente del Tribunal Supremo de los Estados Unidos. El mitin congregó a 93 000 personas, con Cecil B. DeMille como maestro de ceremonias, y Walt Disney como uno de los oradores. Otros asistentes fueron Ronald Reagan, Barbara Stanwyck, Ann Sothern, Ginger Rogers, Randolph Scott, Adolphe Menjou, Dick Powell, Gary Cooper, Edward Arnold, y William Bendix. A pesar de la buena participación en el mitin, la mayoría de las celebridades de Hollywood que tomaron una posición pública se pusieron del lado de la pareja Franklin Roosevelt-Harry Truman.
Hopper apoyó firmemente las audiencias del Comité de Actividades Antiamericanas de la Cámara de Representantes, y fue invitada y oradora de la División de Mujeres en la Convención Nacional Republicana de 1956 celebrada en San Francisco para volver a nombrar a la pareja Dwight Eisenhower–Richard Nixon como candidatos.
Era tan conocida por su conservadurismo que se rumoreaba que planeaba ponerse de pie, desplegar una bandera estadounidense y retirarse de la 23ª entrega de los Premios Óscar en marzo de 1951 si José Ferrer, conocido por ser socialista, ganase el Óscar al Mejor actor. El rumor no era cierto, pero Hopper bromeó diciendo que deseaba haberlo pensado. El guionista Jay Bernstein relató que cuando le dijo a Hopper que muchas personas en Hollywood la llamaban en privado nazi debido a su conservadurismo extremo, la columnista de chismes comenzó a llorar y respondió: "Jay, todo lo que siempre he tratado de ser es una buena estadounidense".